# Гробендонк
Гробендонк (на нидерландски: Grobbendonk) е селище в Северна Белгия, окръг Тьорнхаут на провинция Антверпен. Населението му е около 10 700 души (2006).

## Известни личности
Родени в Гробендонк
- Рик Ван Лой (р. 1933), колоездач